# Коваленко Євген Володимирович
Коваленко Євген Володимирович — український музикант і композитор, художній керівник вокально-інструментального ансамблю «Кобза», Народний артист України (1997), Заслужений артист УРСР (1982), піаніст, концертмейстер, аранжувальник, поет, соліст — вокаліст.

## Біографія
Народився 14 квітня 1948 року у м. Житомир у сім'ї музикантів. Закінчив Житомирське музичне училище ім. В. С. Косенка −1967 р., фортепіанний відділ (з відзнакою) та Ростовську державну консерваторію ім. С. Рахманінова (Росія), факультет фортепіано, клас професора В.Топіліна та проф. М. Саямова — 1973 р.
Професійна праця розпочалась у 1967 на посаді викладача фортепіано у сільській музичній школі ; 1969−71 — музикант ансамблю пасажирської служби Чорноморського морського пароплавства (закордонні круїзи). 1973−75 — концертмейстер Київського державного Мюзік -холу Укрконцерт. З 1975 по теперішній час — художній керівник ВІА «КОБЗА». З 2004 — професор Київського національного університету культури і мистецтв.
Перший виконавець пісень «Моя земля» М. Мозгового, «Кохати час» О.Семенова на вірші О.Вратарьова, «Козак гуляє — шинкарка носить» М. Литвина на вірші С. Пушика, «Ти моє крило» В. Івасюка та ін.